# Notocaulus laticollis
Notocaulus laticollis är en skalbaggsart som beskrevs av Gilbert John Arrow 1906. Notocaulus laticollis ingår i släktet Notocaulus och familjen Aphodiidae. Inga underarter finns listade i Catalogue of Life.